# Nieuw-Zeelandse zeebeer
De Nieuw-Zeelandse zeebeer of Australische zeebeer (Arctocephalus forsteri) is een zeeroofdier uit de familie der oorrobben (Otariidae). Ze komen voor langs de west- en zuidkust van Australië en rond Nieuw-Zeeland.

## Kenmerken
De Nieuw-Zeelandse zeebeer heeft een middellange, spitse snuit met een afgeronde, puntige neus. De snorharen zijn lang en wit tot beige van kleur. De mannetjes verschillen zowel in kleur als in grootte van de vrouwtjes. Mannetjes worden 145 tot 250 centimeter lang en 120 tot 185 kilogram zwaar, en hebben een donker bruinachtig-grijze vacht met een grijzige vloed. De onderzijde is bleker van kleur. De snuit is bleker van kleur. Ze hebben dikke manen rond de stevige hals, schouders en borst. Vrouwtjes zijn 125 tot 150 centimeter lang en 25 tot 50 kilogram zwaar. Vrouwtjes zijn bleker op de onderzijde van de nek en de borst.

## Voedsel
De Nieuw-Zeelandse zeebeer jaagt voornamelijk 's nachts op pelagische vissoorten, van kleinere vissen tot barracuda's, en op inktvissen en octopussen. Soms vangen ze ook vogels als pinguïns.

## Voortplanting
Voortplantingsstranden zijn te vinden op verscheidene eilanden. In Australië strekt deze zich uit van het West-Australische Eclipse-eiland oostwaarts tot Maatsuykereiland, ten zuiden van Tasmanië. Rond Nieuw-Zeeland komen ze voor rond zowel het Noorder- als het Zuidereiland, en op de Aucklandeilanden, Bounty-eiland, Campbell-eiland, de Antipodeneilanden en Chathameiland, zuidwaarts tot Macquarie-eiland.
De voortplantingstijd valt van november tot januari, rond dezelfde tijd dat de pups worden geboren. Het vrouwtje paart ongeveer negen dagen na de worp. Als voortplantingsstranden geven ze de voorkeur aan rotsachtige kusten met schuilmogelijkheden. Anders dan andere zeeberen zijn veel Nieuw-Zeelandse zeeberen gedurende het gehele jaar op de voortplantingsstranden te vinden.
Als de voortplantingstijd is aangebroken zullen de mannetjes hun territorium verdedigen. Met brullen waarschuwen ze de andere mannetjes om niet op hun stuk strand te komen. De strijd om de territoria is zo fel, dat de mannetjes het strand niet kunnen verlaten en soms zelfs wel zeventig dagen moeten vasten.
De jongen worden tussen november en januari geboren. Jongen worden geboren met een zwartachtige vacht met een veel blekere snuit. Ze zijn 40 tot 45 centimeter lang. Mannetjes wegen bij de geboorte gemiddeld 3,9 kilogram, vrouwtjes 3,3 kilogram. Na twee tot drie maanden wordt de geboortevacht verruild voor een volwassen vacht. De dieren zullen zo'n tien tot elf maanden gezoogd worden. Na vier tot zes jaar is het vrouwtje geslachtsrijp. Mannetjes zullen waarschijnlijk pas na tien tot twaalf jaar in staat zijn territoria te vestigen op de stranden en zich voort te planten.
Er leefden rond 1990 meer dan 25.000 dieren langs de Australische kust, en nog eens 30.000 tot 50.000 dieren in Nieuw-Zeeland, en de populaties zijn sindsdien waarschijnlijk gegroeid.